# Chiltern Hundreds
Att vara "Kronans fogde och ståthållare av The Three Chiltern Hundreds" är en av två gamla poster i Storbritannien som utnyttjas av parlamentsledamöter som önskar avgå. Enligt ett beslut av Underhuset från 2 mars 1623 kan inte ledamöterna avgå frivilligt, eftersom uppdraget som parlamentsledamot anses innebära skyldigheter gentemot valkretsens väljare.
Dock kan en parlamentsledamot tvingas avgå om han eller hon accepterar "en ställning mot ersättning under kronan". Två gamla uppdrag som tillfallit kronan att utse används växelvis av parlamentsledamöter som önskar avgå. (Det andra är som ståthållare av the Manor of Northstead.) Posterna är enbart symboliskt betalda. Den som utses som innehavare är detta formellt till dess ämbetet används nästa gång.